# Trochosula afghana
Trochosula afghana är en spindelart som beskrevs av Roewer 1960. Trochosula afghana ingår i släktet Trochosula och familjen vargspindlar.
Artens utbredningsområde är Afghanistan. Inga underarter finns listade i Catalogue of Life.